# Сент-Илер (кантон)
Сент-Иле́р (фр. Saint-Hilaire /sɛ̃.t‿i.lɛʁ/) — кантон во Франции, находится в регионе Лангедок — Руссильон, департамент Од. Входит в состав округа Лиму.
Код INSEE кантона — 1127. Всего в кантон Сент-Илер входят 14 коммун, из них главной коммуной является Сент-Илер.

## Коммуны кантона
| Коммуна             | Население, чел. (1999) | Почтовый индекс | Код INSEE |
| ------------------- | ---------------------- | --------------- | --------- |
| Белькастель-э-Бюк   | 58                     | 11580           | 11029     |
| Верзей              | 358                    | 11250           | 11408     |
| Виллардебель        | 74                     | 11580           | 11412     |
| Виллар-Сент-Ансельм | 94                     | 11250           | 11415     |
| Вильбази            | 100                    | 11250           | 11420     |
| Вильфлур            | 76                     | 11570           | 11423     |
| Гарди               | 101                    | 11250           | 11161     |
| Греффей             | 76                     | 11250           | 11169     |
| Клермон-сюр-Локе    | 26                     | 11250           | 11094     |
| Конет-сюр-Локе      | 4                      | 11250           | 11082     |
| Ладерн-сюр-Локе     | 228                    | 11250           | 11183     |
| Пома                | 645                    | 11250           | 11293     |
| Сент-Илер           | 699                    | 11250           | 11344     |
| Сен-Поликарп        | 185                    | 11300           | 11364     |

## Население
Население кантона на 1999 год составляло 2 724 человека.
| 1962  | 1968  | 1975  | 1982  | 1990  | 1999  | 2006 | 2007 |
| ----- | ----- | ----- | ----- | ----- | ----- | ---- | ---- |
| 2 426 | 2 671 | 2 518 | 2 442 | 2 567 | 2 724 | -    | -    |